# Jardín Botánico de Erlangen
El Jardín Botánico de Erlangen en alemán: Botanischer Garten Erlangen, también conocido como Botanischer Garten der Universität Erlangen-Nürnberg, es un jardín botánico de 2 hectáreas de extensión.
Está administrado por la Universidad de Erlangen-Núremberg, que se encuentra en Erlangen, Baviera, Alemania.
Está catalogado como "Bayern Baudenkmal" (monumento de la herencia cultural de Baviera) con el ID D-5-62-000-597.
El código de identificación internacional del Botanischer Garten der Universität Erlangen-Nürnberg como miembro del "Botanic Gardens Conservation International" (BGCI), así como las siglas de su herbario es ER.

## Localización
Se ubica en el lado norte del jardín del castillo en el centro de la ciudad de Erlangen.
Botanischer Garten der Universität Erlangen Loschgestraße 3, D-91054 Erlangen, Bayern-Baviera, Deutschland-Alemania
Planos y vistas satelitales.49°35′57″N 11°00′24″E / 49.59917, 11.00667
Está abierto a diario excepto los lunes.

## Historia
Los orígenes del jardín datan de 1626, fecha en la cual el hortus medicus fue establecido en Núremberg.

### Jardín delante de la puerta de Núremberg
Con la fundación de la Friedrich-Alexander-Universität Erlangen en 1743 fue nombrado para la cátedra de anatomía y botánica Casimir Christoph Schmidel, quien se planteó la creación de un jardín botánico.
El margrave Christian Friedrich Carl Alexander donó en 1770  a la Universidad una parcela de tierra en el extremo norte de los jardines del castillo, donde actualmente se encuentran los jardines botánicos. Sin embargo, la Universidad adquirió ese mismo año otra parcela de jardín situada delante de la Puerta de Núremberg y comenzó a configurar el Jardín Botánico allí. Para director de profesor de medicina fue nombrado Johann Christian von Schreber.
En 1771 se designó a Adam Rümmelein como el jardinero del botánico, quien dirigió el jardín hasta 1825. Ese primer jardín era un área de dos "renana" siendo menor que el jardín botánico actual. Estaba rodeado por una muralla, había un pozo y un invernadero de unos 42 m de largo con estructura de madera. La tierra fue vendida en 1826 y utilizada en los 100 años siguientes por un restaurante en el jardín.
Actualmente es una zona totalmente urbanizada, que corresponde a la zona comprendida entre la actual Nürnberger Straße, Henkestraße, la calzada y el sur de Stadtmauerstraße.

### Diseñado en el jardín del castillo

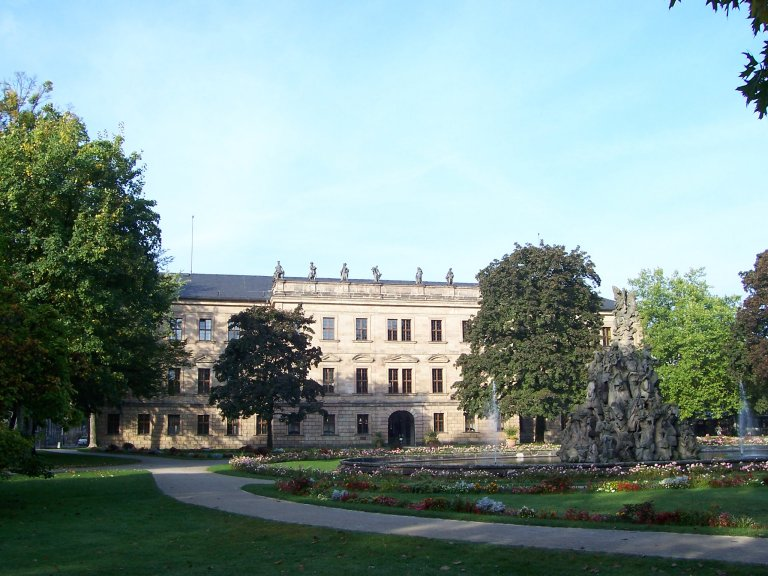
El castillo en el centro de Erlangen, conocido popularmente como el Schloss, aloja a gran parte de la administración de la universidad.

La instalación del jardín botánico en los jardines del palacio fueron aprobados en 1825, un año después, se comenzó a trabajar en el nuevo sistema bajo el liderazgo de Wilhelm Daniel Joseph Koch. El jardín botánico real tomó una parcela de 300 metros de largo y 60 metros de ancho en el lado norte del jardín del castillo. Esto fue seguido por una parcela más pequeña, donde se elevaron algunos edificios y un pequeño invernadero. En general, el jardín tenía 2,15 hectáreas. La trama alargada se divide en numerosas camas transversales en las que se cultivan plantas medicinales, plantas Anuales y plantas perennes. Tanto en el extremo oriental como en el occidental ya existían grupos de árboles, más árboles fueron plantados más adelante.

### Jardín comercial
En el lado sur frente al jardín del castillo se encontraba la guardería forestal, estos terrenos se replantearon con un jardín comercial, que también era público. Allí, entre otras cosas, se plantaron 1000 moreras, obteniendo entre 1829-1831 unos ingresos al año de 200 florines con la venta de sus hojas a criadores de gusanos de seda. Una morera remanente de este período sigue en pie en la entrada al jardín botánico junto al hospital infantil. En una parte del jardín comercial se ha intentado cultivar cereales y oleaginosas, lo que no generó ningún ingreso debido a la pobreza y sequedad del suelo. Por tanto, el jardín comercial fue arrendado desde 1840. La zona fue construida en su mayor parte de 1884 a 1896 con los edificios universitarios.

### Transformación en elsigloXIX
El sucesor de Koch como director fue Adalbert Schnizlein, quién dirigió el jardín de 1849 a 1868. En su tiempo el jardín botánico tenía cinco invernaderos exentos, algunos de estos fueron equipados con un termosifón. En los invernaderos ya se cultivaban 1700 especies y las plantas que se encontraban al aire libre con aproximadamente 3.300 especies. En 1850 se separaron el jardín botánico del jardín del castillo por una cerca de la que en 1885 fue sustituida por una valla metálica. El sucesor de Schnizleins, Gregory Michael Kraus (1869-1872) y Maximilian Franz Ferdinand Rees (1872-1901) diseñó el jardín: las plantas se plantaron, por ejemplo, de acuerdo con criterios fitogeográficas o sistemáticas en los grupos, entre las que se cultivaban las formas. Ya había una sección sistemática, que debe transmitir la Sistemática del reino vegetal y una gran colección de plantas medicinales. Debido a la falta de espacio en el jardín se comenzó a crear en el jardín del castillo vecino un Arboretum. De éstos, solo unos pocos árboles se han conservado, incluyendo un nogal negro frente a la Orangerie.
El Instituto Botánico se encontraba inicialmente en la antigua "Hofgärtnerhaus", un viejo invernadero adaptado como una sala de conferencias. En 1892 se terminó el nuevo edificio del Instituto Botánico, que fue construido en el centro del jardín. También hay un salón de actos y fueron alojadas la exposiciónde las colecciones.

### El jardín botánico en elsigloXX

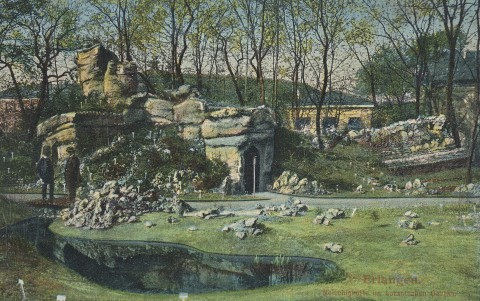
La cueva "Neischl-Grotte" tal como aparecía en 1907.

A partir de 1901 a 1920, Hans Solereder fue el director del jardín botánico. Se amplió el soporte de la planta y tuvo que crear un sistema biológico según el modelo de Innsbruck. Adalbert Neischl en 1907 creó en el jardín botánico una réplica de una cueva de piedra caliza (Neischl-Grotte ). Después de Solereder fueron los directores del jardín botánico Peter Claussen (1920-1922) y Kurt Noack (1922-1930).
En el marco del Consejo para el jardín Julius Schwemmle (1930-1945 y 1948-1962) fueron diseñados los primeros invernaderos, la población de plantas se amplió sistemáticamente. Este desarrollo se vio frustrado por las consideraciones para la colocación en el Jardín Botánico, de la construcción de las sedes de diversos institutos universitarios. Durante la Segunda Guerra Mundial, los mayores desperfectos los sufrieron los invernaderos debido a la artillería. En 1958, se completó el Instituto Botánico con una ampliación. De 1961 a 1963, los invernaderos fueron completamente reconstruidos y ampliada su extensión inicial a 1.510 m². Schwemmle utiliza áreas más grandes en el jardín para el cultivo de la Onagra para las pruebas Fitogenéticas. En 1963 se colocó en estas superficies la sección de la biología de las plantas, así como la ubicación de verano para las plantas subtropicales.

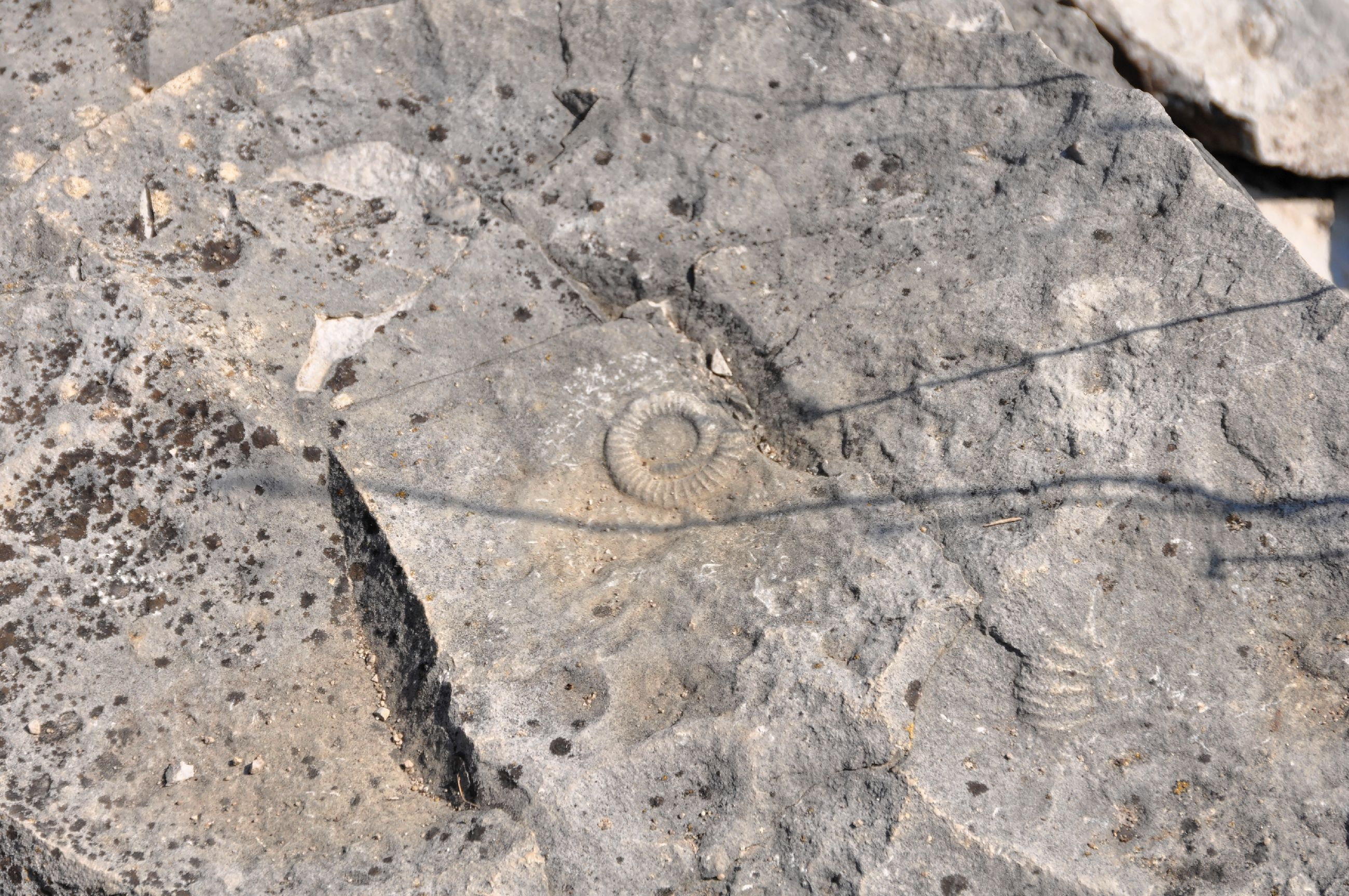
Roca con fósiles del jardín botánico de Erlagen.

Sucesor de Schwemmles fue Wolfgang Haupt, que pronto abandonó la gestión del jardín al sociólogo y taxónomo de plantas Adalbert Hohenester. De 1968 a 1985 fue Hohenester el director de la junta del jardín. En 1975 el paisajista Günther Grzimek presentó inicialmente un dictamen para la transformación del parque del castillo en el que incluía césped en el jardín botánico y una cafetería. Estas propuestas nunca fueron llevadas a cabo.
El nuevo Alpinum se completó en 1968, un nuevo edificio de la granja en 1972. La transformación del jardín de plantas medicinales, donde las plantas se disponen de acuerdo a sus principios activos, se completó en 1978. Mediante donaciones se realizó en 1998 la construcción de un invernadero de 90 metros cuadrados para albergar las Plantas de las Islas Canarias. Desde 1990, el Jardín Botánico también sirve al jardín de plantas aromáticas de Erlangen
En 1988 fue nombrado catedrático de botánica Donat-Peter Häder, por lo que también se convirtió en el director del jardín botánico. En la actualidad, Norbert Sauer es el director del jardín.

## Colecciones
Actualmente (2009), el jardín botánico alberga unas 4,000 especies representando un amplio espectro de plantas de diferentes climas:
- Colección sistemática,
- Plantas medicinales,
- Plantas anuales
- Plantas perennes.
- Flora de Macaronesia especialmente de las islas Canarias,
- Alpinum con plantas alpinas y subalpinas de Europa
- Invernaderos con unos 1700 m² de superficie, donde albergan plantas tropicales y subtropicales con una colección de cactus.
- La "Neischl Grotto", una cueva artificial que fue renovada en mayo del 2008.
- El Herbarium Erlangense es un herbario que contiene unos 158,000 especímenes procedentes de todo el mundo.

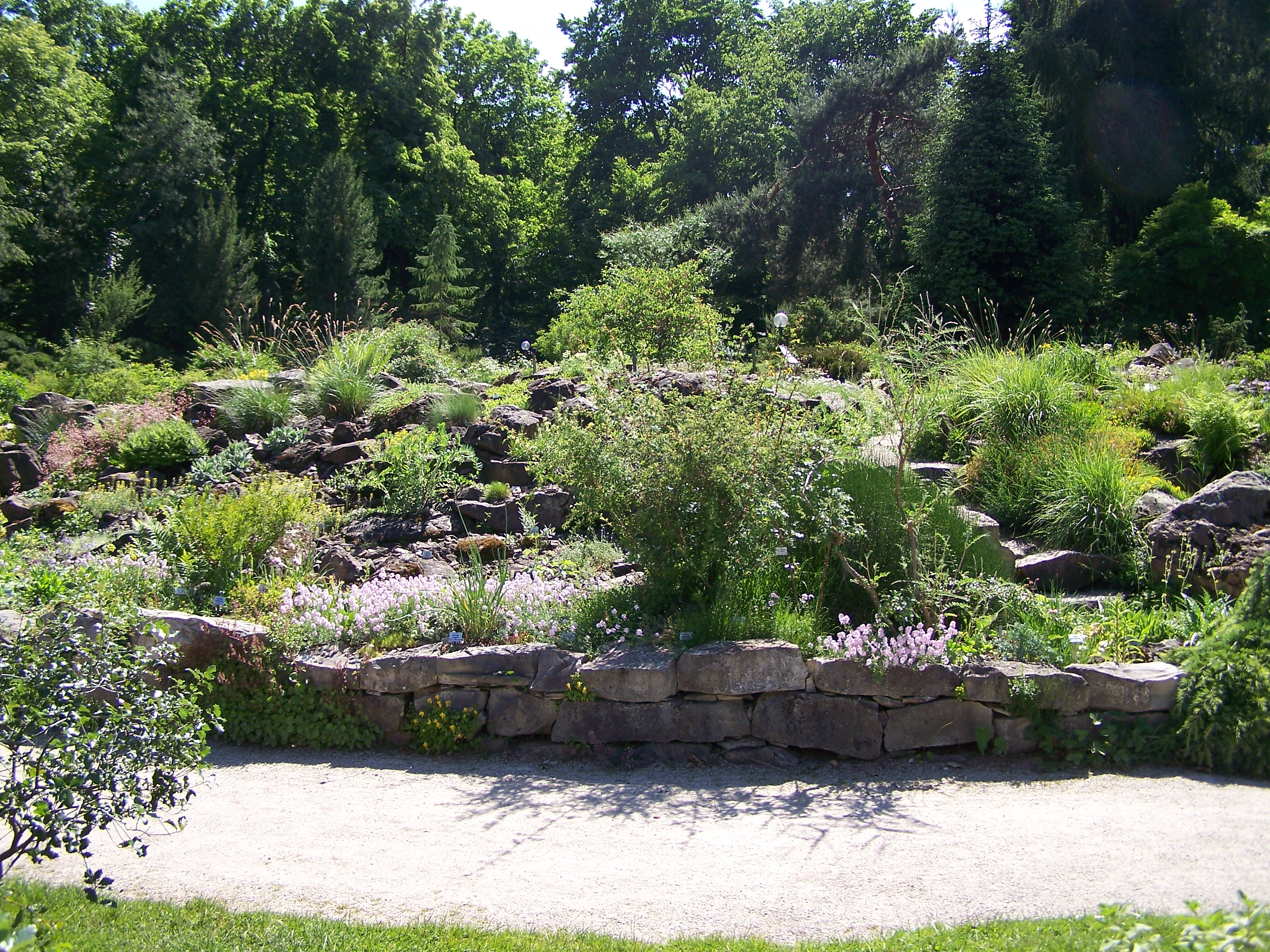
La rocalla en el jardín botánico Erlangen.
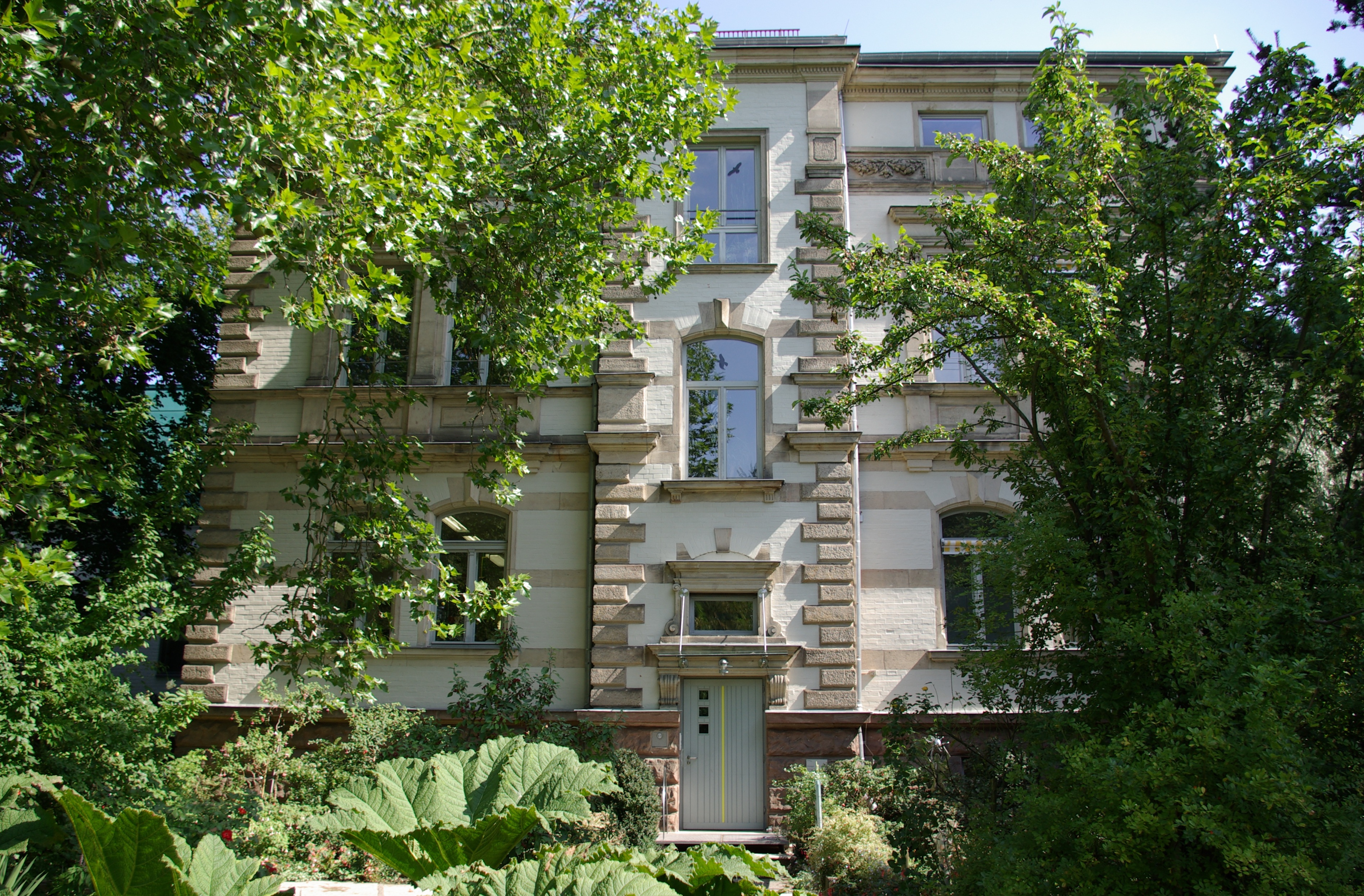
Jardín botánico Erlangen, "Institut fuer Klinische und Molekularische Virologie".
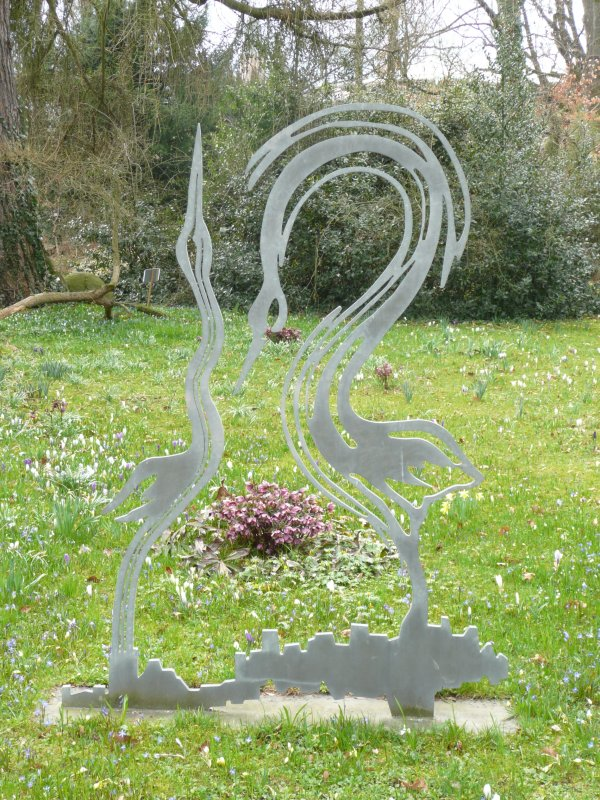
Grullas en el jardín botánico Erlangen.
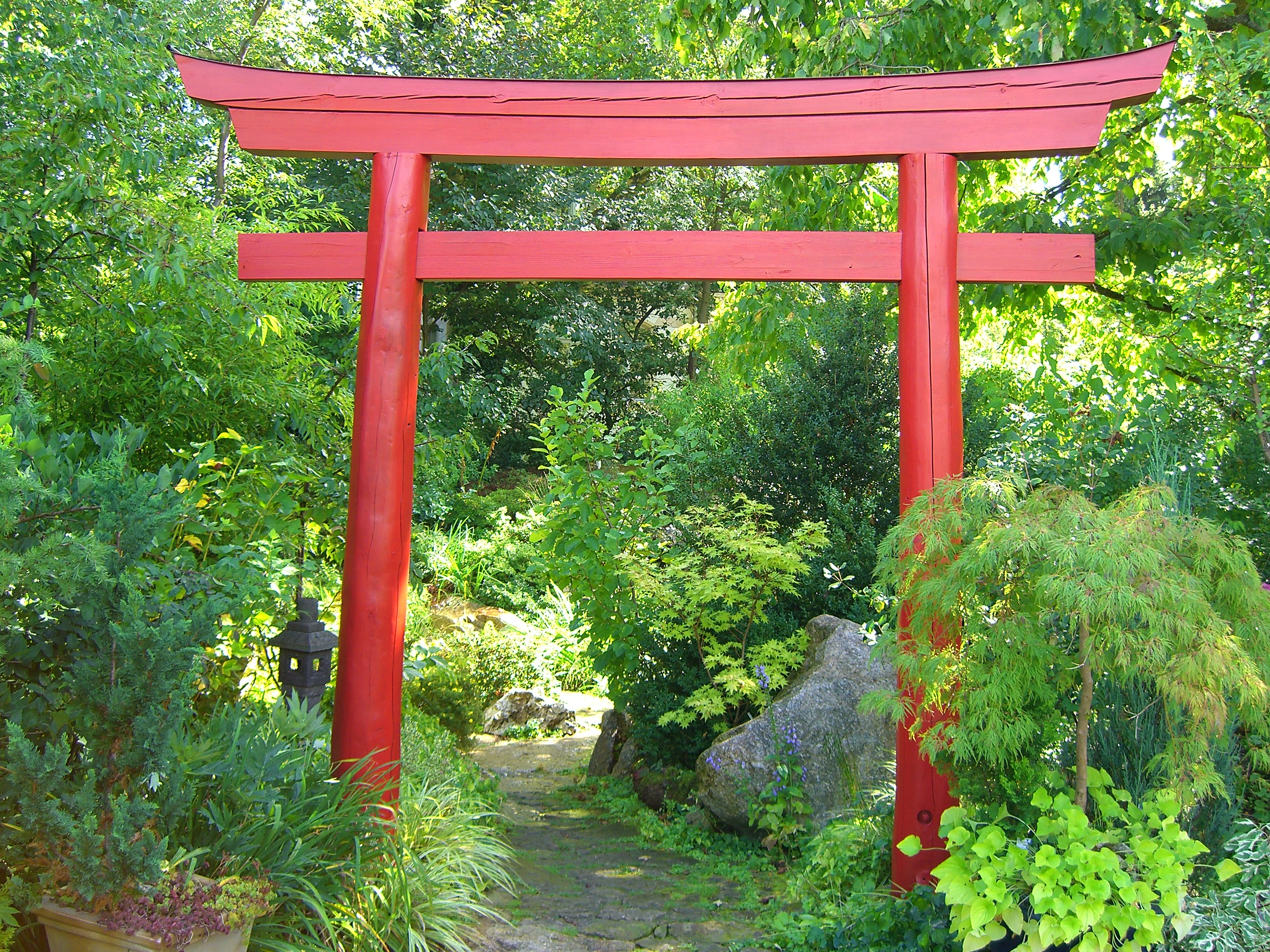
Torii en el jardín botánico Erlangen.
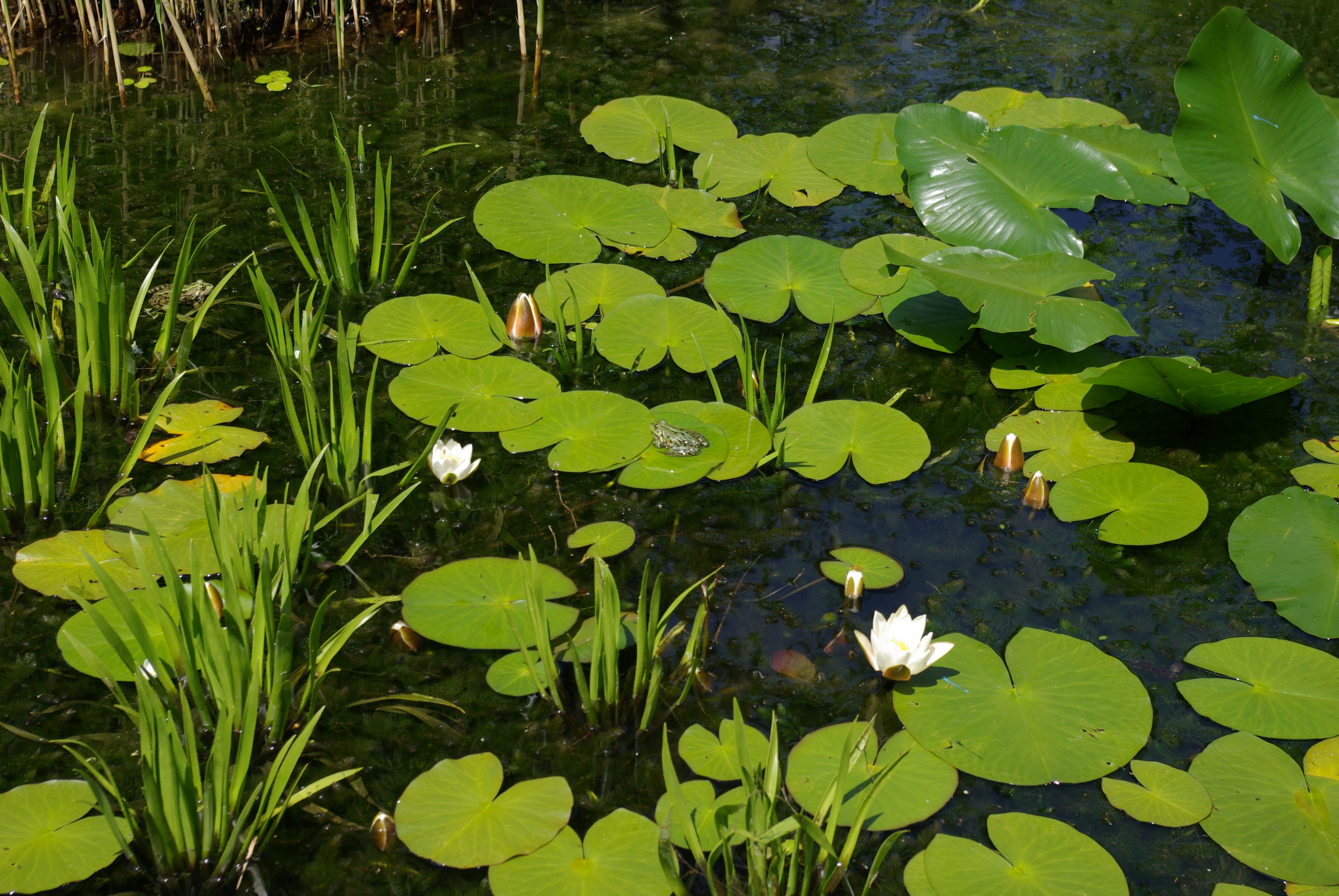
Plantas de humedal en el jardín botánico Erlangen.
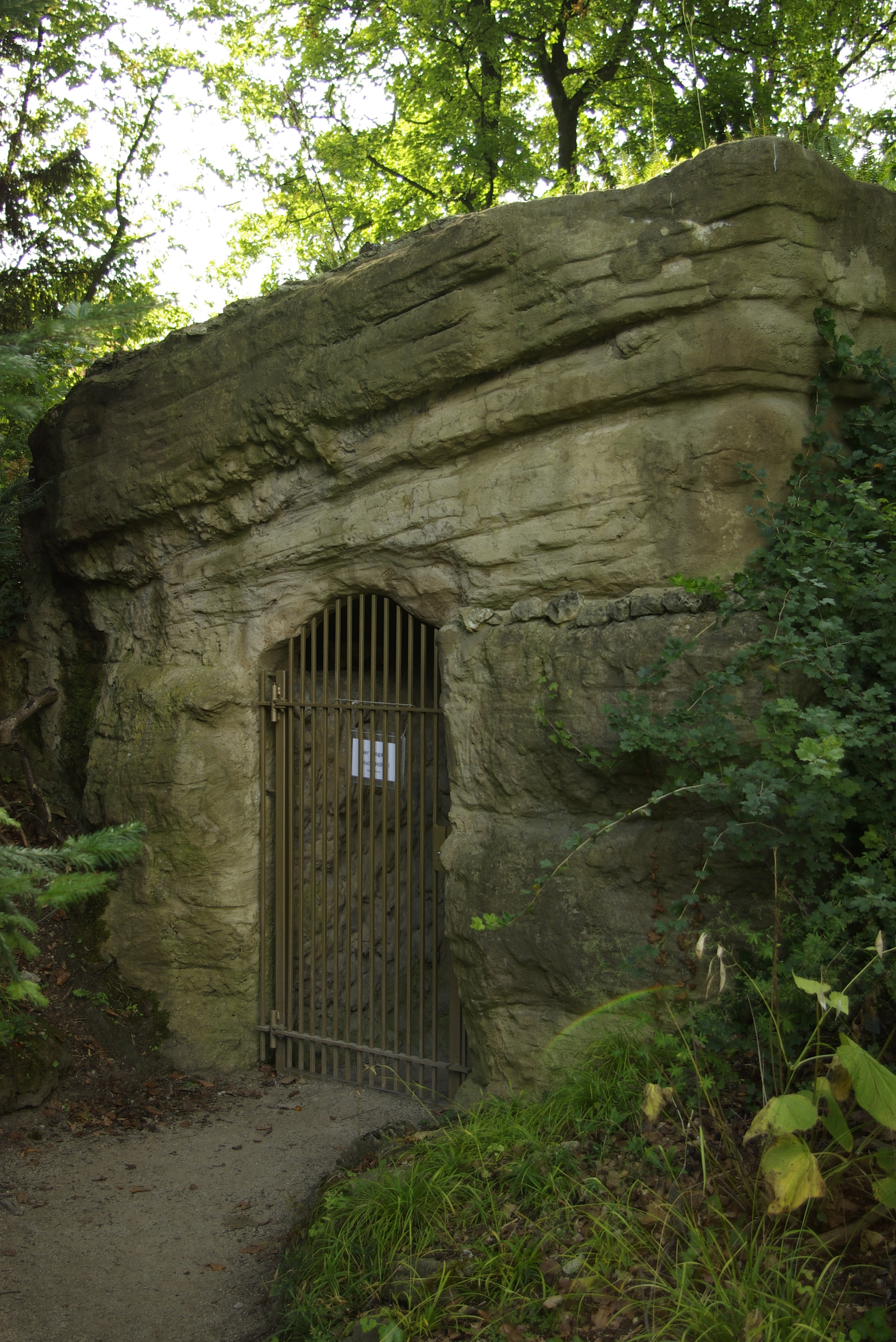
La gruta Neischl en el jardín botánico Erlangen.
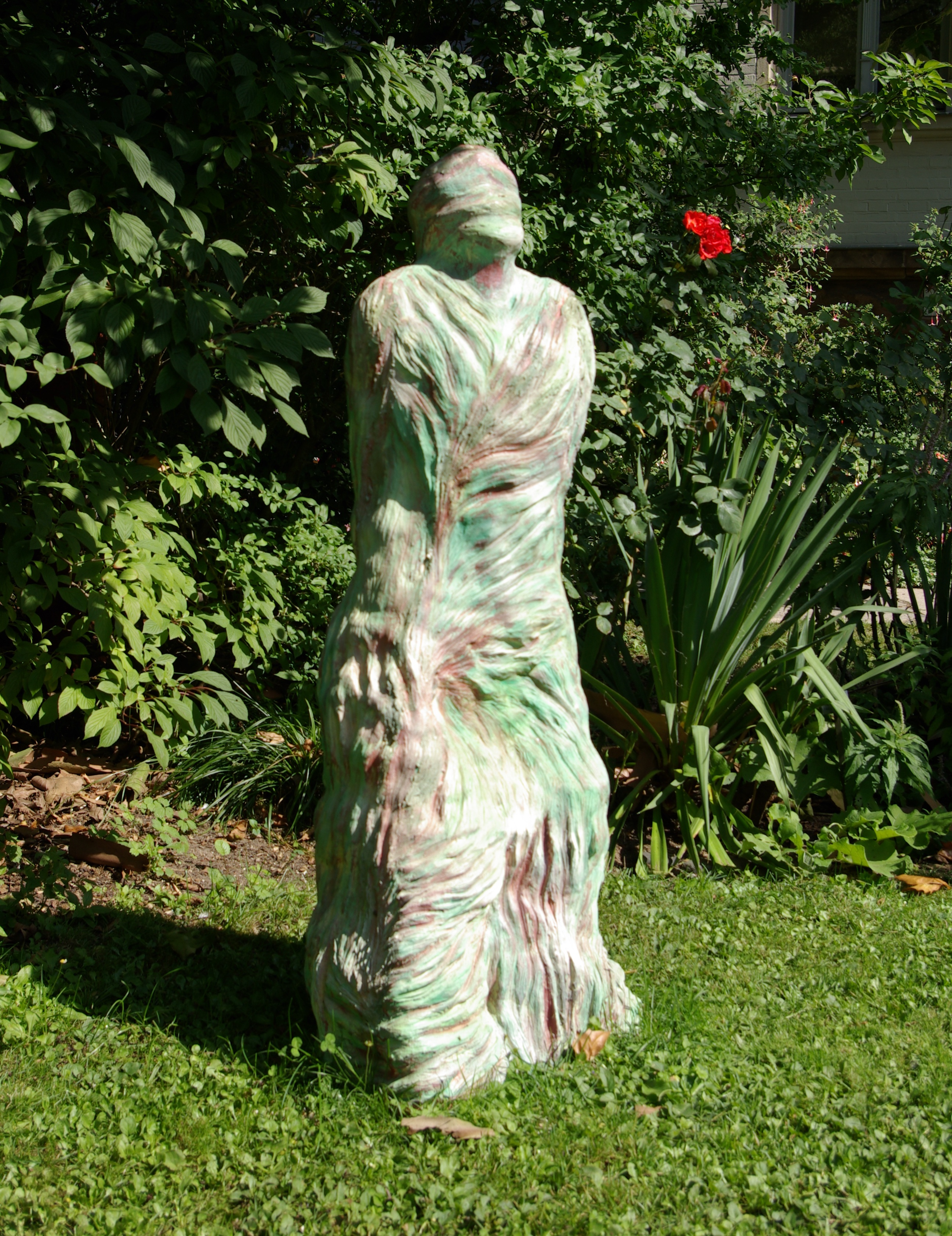
Escultura de Sandra Maria Bastos-Groth "Der Sommer" (El verano) en el jardín botánico Erlangen.
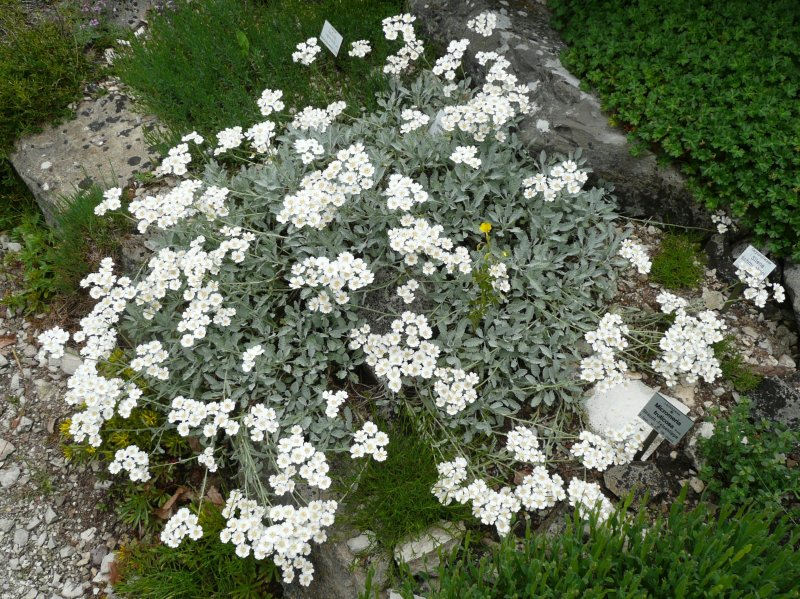
Achillea umbellata en el jardín botánico Erlangen.